# Borsfleth
Borsfleth település Németországban, Schleswig-Holstein tartományban. Lakosainak száma 794 fő (2023. december 31.).

## Népesség
A település népességének változása:
| Lakosok száma | 812  | 803  | 730  | 717  | 727  | 773  | 794  |
|               | 1975 | 2010 | 2017 | 2019 | 2021 | 2022 | 2023 |